# Гуров, Никита Владимирович
Ники́та Влади́мирович Гу́ров (15 июня 1935, Ленинград — 4 декабря 2009) — советский и российский филолог, востоковед-индолог-дравидолог, специалист по языку телугу и протоиндийской письменности, участник составления первого телугу-русского словаря, с 1999 по 2009 год заведующий кафедрой индийской филологии Восточного факультета Санкт-Петербургского государственного университета.

## Биография
Родился в Ленинграде. С 1942 года в эвакуации в Пермской области. В 1943 г. начал учиться в Черновской сельской школе Краснокамского района. В 1953—1958 студент кафедры индийской филологии Восточного факультета ЛГУ. 1958—1961 — аспирант кафедры со специализацией на языке телугу. С 1961 года преподаватель и ассистент кафедры. 1971 год — защита кандидатской диссертации по теме: «Некоторые проблемы лингвистической интерпретации протоиндийских текстов». В 1977—1978 гг. Н. В. Гуров находился в научной стажировке в Индии, университет «Османия» г. Хайдерабад. В 1979 году принимал участие в работе IV Международной конференции по санскриту (Веймар, ГДР). В 1980 г. выступал с докладом на симпозиуме ученых социалистических стран по языкам Азии и Африки (Варшава — Краков), после читал лекции в Варшавском университете.

## Публикации
- Краткий грамматический очерк языка телугу. С. Я. Дзенит, Н. В. Гуров в Телугу-русском словаре . Москва 1972.
- Именное склонение в дравидийских языках и микропарадигма протоиндийских текстов // Proto-Indica, М., Наука, 1972
- Дравидийские элементы в текстах ранних самхит // Литература и культура древней и средневековой Индии, М., Наука, 1987
- «Список Кейпера». Субстратная лексика Ригведы. К исследованию процессов языковой интерференции в Южной Азии II—I тыс. до н. э.) // Проблемы изучения дальнего родства языков на рубеже 3-го тысячелетия, М. 2000